# Saving All My Love for You
〈Saving All My Love for You〉是美國女歌手惠妮·休斯頓在1985年8月13日所發行的單曲，這首單曲皆在英美排行榜摘冠，成為她在這兩地的首支冠軍單曲，惠妮·休斯頓也因這首單曲獲得第28屆葛萊美獎最佳流行女歌手獎（Best Pop Vocal Performance, Female）。

## 歌曲資料

### 收錄專輯
〈Saving All My Love for You〉是惠妮·休斯頓首張錄音室專輯《惠妮·休斯頓》（英語：Whitney Houston）中發行的第二首單曲，上一首推出的單曲為〈You Give Good Love〉（第3名）。

### 單曲簡介
〈Saving All My Love for You〉歌曲的作者是麥可·梅瑟（Michael Masser）和傑瑞·葛芬（Gerry Goffin），曾在1978年由夫妻檔瑪麗蓮·麥庫和小比利·戴維斯（Marilyn McCoo & Billy Davis, Jr.）灌錄過，當時的製作人就是詞曲作者之一的麥可·梅瑟。
Arista唱片公司總裁克萊夫·戴維斯（Clive Davis）在簽下惠妮·休斯頓成為旗下藝人之後，他希望和他私交甚篤的麥可·梅瑟能替惠妮·休斯頓的首張專輯編製幾首歌曲，結果麥可·梅瑟交出四首歌曲給克萊夫·戴維斯，這四首歌曲中，克萊夫·戴維斯對其中的兩首很有意見，一首是〈Greatest Love of All〉，另一首即是〈Saving All My Love for You〉。他認為第一首歌曲在1977年發行的時候並不紅，第二首歌曲則是風格太過於老舊，不適合一個新人。但麥可·梅瑟堅持要保留這兩首歌曲，否則他不接這個任務，所以最後克萊夫·戴維斯還是點頭將這兩首歌曲收錄進惠妮·休斯頓的首張專輯中。
麥可·梅瑟二度擔任〈Saving All My Love for You〉的製作人，他依照惠妮·休斯頓歌聲的特色去修改了原曲，他還請來了爵士樂界的薩克斯風高手湯姆·史考克（Tom Scott）為這首歌曲配襯音樂，歌曲最後出來的成品也非常令麥可·梅瑟滿意。
由於〈Saving All My Love for You〉的歌詞內容有涉及到外遇（第三者），因此惠妮·休斯頓的母親西西·休斯頓（Cissy Houston）並不喜歡她的女兒唱這首歌，不過最終唱片公司還是將這首歌作為單曲發行。〈Saving All My Love for You〉的音樂影片在倫敦拍攝，內容是一名女子愛上一名有婦之夫，但最後的結局是那名男子選擇回到他的太太身邊；而惠妮·休斯頓也藉著此行在英國宣傳自己的首張專輯。

### 商業成績
〈Saving All My Love for You〉在1985年8月13日推出單曲，在美國單曲榜經過兩個月的攀升之後，終於登上單曲榜榜首位置，1985年10月26日坐了一週冠軍，成為惠妮·休斯頓第1首美國冠軍曲，這首單曲在榜內共停留了22週，在1985年告示牌年終單曲排名第23名。
〈Saving All My Love for You〉在美國為惠妮·休斯頓連創7首冠軍單曲的驚人紀錄揭開序幕，它在1985年11月16日也登上英國單曲榜冠軍，並蟬連了兩週，成為惠妮·休斯頓第1首英國冠軍曲。
惠妮·休斯頓因這首單曲首次提名第28屆葛萊美獎（Grammy Awards）最佳流行女歌手獎（Best Pop Vocal Performance, Female），並成功奪下獎座。

## 資料來源
1. 1 2  .   [2015-03-26]. （原始内容存档于2015-04-02）.
2. ↑  .   [2015-03-26]. （原始内容存档于2016-03-29）.
3. ↑  .   [2015-03-26]. （原始内容存档于2014-10-26）.
4. ↑  .   [2015-03-26]. （原始内容存档于2015-09-19）.
5. ↑  .   [2015-03-26]. （原始内容存档于2015-04-02）.